# Ricardo Serna
Ricardo Serna (Zaragoza, 28 de octubre de 1954) es un escritor e historiador español.

## Datos académicos
Doctor en Patrimonio (Universidad de Jaén, 2017).
Licenciado en Filosofía y Letras [Historia] (Universidad de Zaragoza, 1981)
Máster en Historia de la Masonería en España (Universidad Nacional de Educación a Distancia, 2014)
Diplomado en Estudios Avanzados de Literatura Española (Universidad de Zaragoza, 2001).

## Biografía del escritor
Ricardo Serna Galindo nació en Zaragoza (España) en octubre de 1954, en el seno de una familia de clase media. Estudió su bachillerato en centros privados y públicos, recibiendo una formación amplia y diversa en orientaciones y matices. Se aficiona pronto a la lectura, escribiendo sus primeros relatos con apenas catorce años. Ya era consciente de que esos cuentos suyos de entonces iban a ser el comienzo de una dilatada y fructífera senda creativa. Con el bachillerato terminado, realiza el servicio militar en la sección de Comunicaciones y teletipos del ejército de Aviación, al tiempo que prepara el Curso de Orientación Universitaria. Su tendencia natural le inclinaba a estudiar Periodismo en Madrid o Barcelona, ya que en Zaragoza no había tal posibilidad, pero las circunstancias familiares y personales le decidieron por fin a matricularse en la facultad de Filosofía y Letras de su ciudad natal, decisión de la que nunca tuvo que arrepentirse.
Una vez concluida su carrera en 1981, amplió estudios en las universidades del País Vasco (1984), Menéndez Pelayo de Santander (1985-86), Navarra y Salamanca (1986) y Complutense de Madrid (1991-92). Entre 1999 y 2001 cursó con brillantez el doctorado, terminando el tercer ciclo con la presentación y defensa de su tesis doctoral, titulada Literatura y ámbito masónico. A propósito de la novela Pequeñeces, del jesuita Luis Coloma''. El acto tuvo lugar el 5 de julio de 2017 en la Universidad de Jaén. El trabajo, muy valorado por el tribunal que lo juzgó, fue calificado de «Sobresaliente cum laude» y publicado de inmediato por la Fundación Universitaria Española.
Durante diez años, Serna desempeñó la tarea docente como profesor de Literatura Española. Desde 1996, es miembro del prestigioso Centro de Estudios Históricos de la Masonería Española [CEHME, Universidad de Zaragoza]. Su senda como investigador y ensayista en asuntos relacionados con la Masonería y la literatura es bien notoria y dilatada en el tiempo. Ha participado en simposios de historiadores especialistas e impartido conferencias. 
Como escritor se dio a conocer en 1990, a raíz de la aparición del volumen La noche de papel, su segundo libro de cuentos. Desde entonces han visto la luz de las imprentas un ciento largo de narraciones suyas y dos centenares cumplidos de artículos y ensayos. Le han publicado trabajos numerosas revistas de prestigio, como Álabe, Gaudeamus, Rolde, Aportes, Turia, Tiempo de Historia, Imán, Destiempos, La Página, Archivo de Filología Aragonesa y Cuadernos de Aragón, entre otras muchas. Consciente de los valores positivos que transmite la cultura, Ricardo Serna está inscrito desde hace años en la Asociación Aragonesa de Amigos del Libro, de cuya Junta directiva forma parte.
Ha sido colaborador de prensa en diversos medios, con más intensidad de El Periódico de Aragón y del diario digital El Librepensador, en el que publicó artículos hasta el cierre del periódico, en marzo de 2015. En la actualidad es asiduo colaborador de la revista cultural Barataria, de cuyo Consejo Editorial es partícipe además.
Hasta la fecha ha recibido al menos diez galardones. Es, por ejemplo, Premio Ciudad de Palencia de Narrativa 1984, Premio Ciudad de Barbastro de Relato 1985, y finalista del Premio Nicaragua de Relato 1984, y del Premio Reina Isabel de Portugal 2000. Tiene publicadas dieciocho obras, entre novelas, narrativa breve, ensayos, poemarios y libros de artículos.
Su estilo literario y sus formas minuciosas y pulcras de escribir han sido valorados positivamente a lo largo de los años por críticos, académicos y escritores de talla, como Tomás Salvador, Carmen Kurtz, Dolores Medio, Alonso Zamora Vicente o Miguel Delibes entre otros muchos, maestros de la palabra a quienes el escritor aragonés respeta y admira profundamente. En la actualidad, el autor última la preparación de otra novela.

## Obras
- Relatos del insomnio (Ayuntamiento de Palencia, 1984). Libro de cuentos.
- La noche de papel (Relatos, 1968-1987) (Col. Compás Narrativa, Zaragoza 1990). Libro de cuentos.
- Los escritores (Riquelme y Vargas Ediciones, Jaén 1995). Libro de cuentos.
- Masonería y literatura. La Masonería en la novela emblemática de Luis Coloma (Fundación Universitaria Española, Madrid 1998). Ensayo.
- Es de piedra el poeta (Institución Fernando el Católico y Área de Cultura de la DPZ, Zaragoza 1999). Libro de poemas.
- La construcción de la rosa (Institución Fernando el Católico y Área de Cultura de la DPZ, Zaragoza 1999). Libro de poemas.
- Los días amargos (Editorial Combra, Zaragoza 2000-2001). Novela.
- www.anónimo.es (Área de Cultura de la Diputación Provincial de Zaragoza, 2001). Libro de poemas.
- Caballeros de la luz (Ediciones Arbalea, Zaragoza 2004). Libro de cuentos.
- El laberinto de los goliardos (Ediciones Arbalea, Zaragoza 2005). Novela.
- Estudios masónicos. Cinco ensayos en torno a la Francmasonería (Editorial Idea, Santa Cruz de Tenerife 2008). Libro de ensayos.
- Umbral del hechizo (Ediciones Arbalea, Zaragoza 2009). Libro de poemas.
- Memorial de espumas (Ediciones Arbalea, Zaragoza 2009). Libro de poemas.
- El compás y la pluma. Artículos masónicos de ayer y de hoy (Ediciones del Arte Real, Oviedo 2010-2016). Libro de artículos.
- La corona dorada. Poesía de iniciados (Ediciones del Arte Real, Oviedo 2014). Antología poética.
- Inocentes criaturas (Editorial Certeza, Zaragoza 2015). Libro de cuentos.
- Sombras de Madrid (Editorial Sapere Aude, Oviedo 2017-2018). Novela.
- Literatura y ámbito masónico. A propósito de la novela Pequeñeces, del jesuita Luis Coloma (Fundación Universitaria Española, Madrid 2018). Tesis doctoral.